# Szakonyi Péter
Szakonyi Péter (Budapest, 1954. október 2. –) magyar újságíró-szerkesztő. A Kurir című bulvárlap alapítója.

## Életpályája
A Kaffka Margit Gimnáziumban érettségizett 1973-ban. Ezt követően irodagépműszerész szakmunkás-vizsgát tett 1975-ben. A Budapesti Tanítóképző Főiskolát 1981-ben végezte el, ezt követően a budavári Tárnok utcai általános iskolában tanított. Az Eötvös Loránd Tudományegyetem (ELTE) angol nyelv és irodalom szakát 1987-ben végezte el.
Újságírói pályáját a Magyar Nemzet tudományos rovatánál kezdte 1981-ben, majd a Magyar Rádió ifjúsági osztályán dolgozott külsősként. Két éven át egy szakmai lapot, a Vezetés, szervezés-t szerkesztette. Főállású újságíró 1985-ben lett, majd az Ötlet című gazdasági hetilap munkatársa majd rovatvezetője lett egészen 1989-ig. A lap munkatársai ebben az évben létrehozták a Világ című hetilapot – ehhez csatlakozott, majd 1990-ben három társával elindította/megalapította a Kurír című bulvárlapot, amelynek belpolitikai rovatvezetője lett. Országgyűlési Tudósítások címmel 1988 decemberében indult egy napilap, amelyben társszerkesztőként vett részt. (Alapítók voltak: Hankiss Elemér, Haas György, Ruttner György, Manchin Róbert és Sóvári Zsuzsa.) Az átalakulóban levő parlamentről és az 1989-ben meghozott „sarkalatos törvényekről” tudósító kiadvány 1990 közepén szűnt meg.
A BBC Világszolgálata 1989-ben alkalmazta budapesti tudósítóként. A londoni rádiónak 1992-ig küldte tudósításait Budapestről. A Kurírt követően 1993-ban a Griff című gazdasági hetilap, majd 1994-ben a Népszava munkatársa lett. Vince Mátyás, a Magyar Hírlap akkori főszerkesztője 1995 januárjában hívta át a laphoz, amelynek főmunkatársa volt egészen 2007-ig. Óraadó tanár volt az ELTE-n és az International Business School felsőfokú tanintézetben 2005-től 2007-ig . A Napi Gazdaság, majd a nyomtatott lap megszűnését követően a napi.hu  főmunkatársa 2007 májusa óta. Klubrádió szerkesztő-műsorvezetője 2010-től 2018-ig. Az Economist Intelligent Life magyar kiadás alapító-főszerkesztője 2012-ben.
A 100 leggazdagabb magyar című kiadványt első alkalommal 2002-ben adta ki a Magyar Hírlap égisze alatt. A kiadványt 2004–2005 között a Manager Magazin, 2006-ban ismét a Magyar Hírlap, 2007-től 2018-ig a Napi Gazdaság illetve a napi.hu című napilap adta ki. A 100 leggazdagabb magyar című kiadvány 2019-óta saját kiadásában jelent meg.
2013- 2020  között a Napi.hu főmunkatársa volt. 

## Könyvei
- Amerika nagybácsi nélkül (1988)
- Manilai csodadoktorok (1989, Ványi Bélával)
- Maus (1989) fordító
- A Blokád (szerk., 1990)
- Maxwell (1991)
- A pénz mágusai (2001)
- A rendszerváltás élménye (szerk.: dr. Fóti Péter, társszerző, Jószöveg Kiadó, 2008)
- A rendszerváltás pillanatai (szerk.: Lobenwein Norbert, társszerző, ESTkönyvek, 2009)
- 25 év, 25 nagy átverés (szerk, társszerző,  Heart Communications, 2015)
- Aranyemberek (2020)

## Díjai, elismerései
- Az év gazdasági újságírója címet 2002-ben kapta a Médiahajó éves értékelésén.
- Budapest Főváros Közgyűlése sajtódíja – Csengery Antal díj 2013.

## Családja
Nős, első házasságából 3 gyermeke van: Mátyás (1985), Janka (1988) és Dávid (1990).